# Scinax duartei
Scinax duartei és una espècie de granota de la família dels hílids endèmica del Brasil. Aquesta espècie es troba per sobre de 1.000 m snm a les muntanyes del sud-est del Brasil, de la Serra de la Mantiqueira, en l'Estat de São Paulo al nord de la Serra do Caraça en l'Estat de Minas Gerais. El seu hàbitat natural s'inclouen prats a gran altitud, rius, corrents intermitents d'aigua, maresmes intermitents d'aigua dolça i zones rocoses. Es tracta d'una espècie terrestre i d'aigua dolça. Aquesta espècie està amenaçada d'extinció per la destrucció del seu hàbitat natural. És una espècie comuna. És una espècie de pastures d'altura obertes i rocoses que viuen en el sòl o en la vegetació baixa prop dels estanys o rierols de corrent lent a la part alta de les muntanyes. Es reprodueix en aigües de flux lent permanent i temporal. Gran part de la distribució d'aquesta espècie es troba en àrees protegides.